# Walsenburg
Walsenburg är administrativ huvudort i Huerfano County i Colorado. Orten har fått sitt namn efter butiksägaren Fred Walsen. Enligt 2010 års folkräkning hade Walsenburg 3 068 invånare.